# Automne doré
Pour les articles homonymes, voir Automne doré (homonymie).
Automne doré (en russe : Золотая осень) est un tableau paysager du peintre russe Ilya Ostroukhov (1858—1929), réalisé en 1886. Il est exposé à la galerie Tretiakov sous le no   d'inventaire 1467. Ses dimensions sont de 48,2 × 66,3 cm. L'idée de ce tableau est venue à l'esprit d'Ostroukhov en 1885, quand il vivait dans le domaine d'Abramtsevo, et le sujet est lié à la vue qu'il avait sur le parc attenant au domaine. Comme plusieurs autres tableaux d'Ostroukhov, ce tableau peut être classé dans la catégorie des paysages d'humeur ou d'émotion,.
Le tableau est présenté au public lors de la 15e exposition des Ambulants en février 1887 à Saint-Pétersbourg. Le collectionneur et mécène Pavel Tretiakov fait l'acquisition du tableau l'année même de cette exposition. Ce tableau a reçu un accueil favorable et de la part du public de l'exposition et de la part des critiques, parmi lesquels Pavel Kovalevski et Vladimir Stassov.
Le peintre et critique Alexandre Benois place ce tableau Automne doré dans une série d'œuvres proches de l'esprit et de l'époque qui ont précédé celles d'Isaac Levitan. La critique d'art Faïna Maltseva remarque que la toile d'Ostroukhov démontrait « ses succès en peinture et surtout l'indépendance du jeune paysagiste ». À propos de l'Automne doré, le critique Vitali Manine fait remarquer que son caractère décoratif lui vient de l'utilisation d'une couleur vive et qu'« il est renforcé par la description fidèle de l'impression produite par le sujet et par une approche naturelle de celui-ci ».

## Histoire

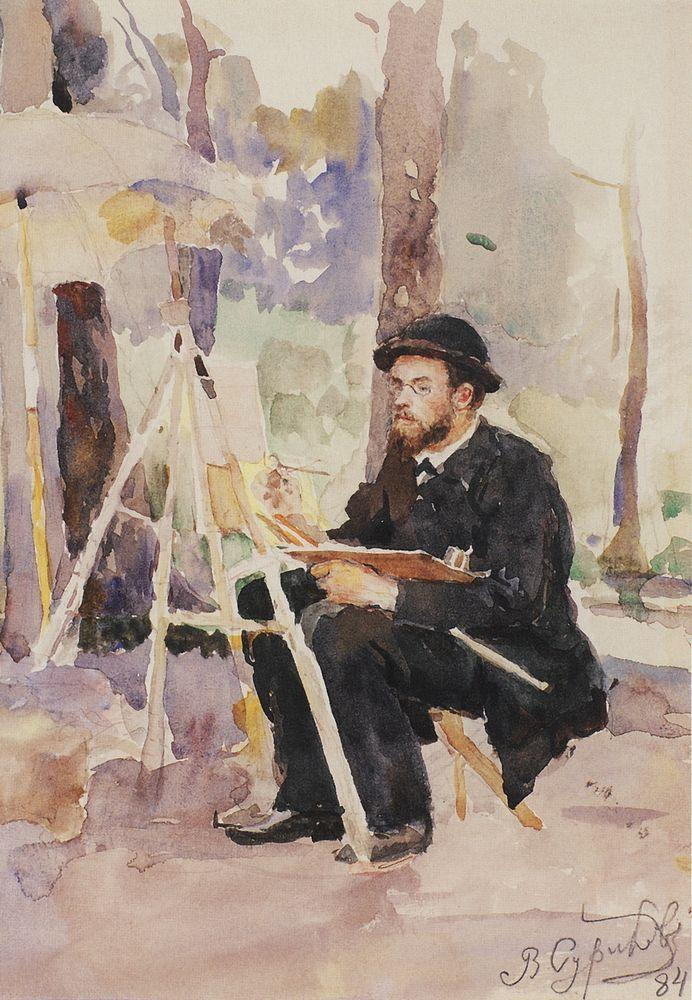
Vassili Sourikov. Le Peintre devant son chevalet ; tableau d'Ostroukhov (papier, aquarelle, graphite, crayon, 1884, Galerie Tretiakov)

Ostroukhov n'a pas reçu d'enseignement artistique systématique,. En 1880, il décide de se lancer dans les beaux-arts et la peinture et il prend des leçons chez le paysagiste Aleksandre Kisseliov. En 1881-1882, Ostroukhov participe aux soirées de dessin du dimanche organisées chez le peintre Ilia Répine, puis, de 1882 à 1884 , il étudie à Saint-Pétersbourg dans l'atelier privé de Pavel Tchistiakov. En 1886, il devient élève libre à l'école de peinture, de sculpture et d'architecture de Moscou. En outre, il bénéficie des conseils des artistes Vassili Polenov et Ivan Chichkine,.
En 1874, Ostrokhov fait la connaissance de l'entrepreneur et mécène Savva Mamontov, et, à partir de 1880, il commence à participer aux activités du cercle artistique Abramtsevo, créé dans le domaine d'Ambramtsevo près de Moscou,. À partir de 1884, les tableaux d'Ostroukhov sont présentés lors des expositions de la société des amateurs d'art de Moscou, et, en 1886, il fait ses débuts lors de la XIVe exposition des Ambulants en exposant sa toile intitulée La dernière neige (emplacement actuel de la toile inconnu),, parfois intitulée Printemps ou encore Printemps précoce,.

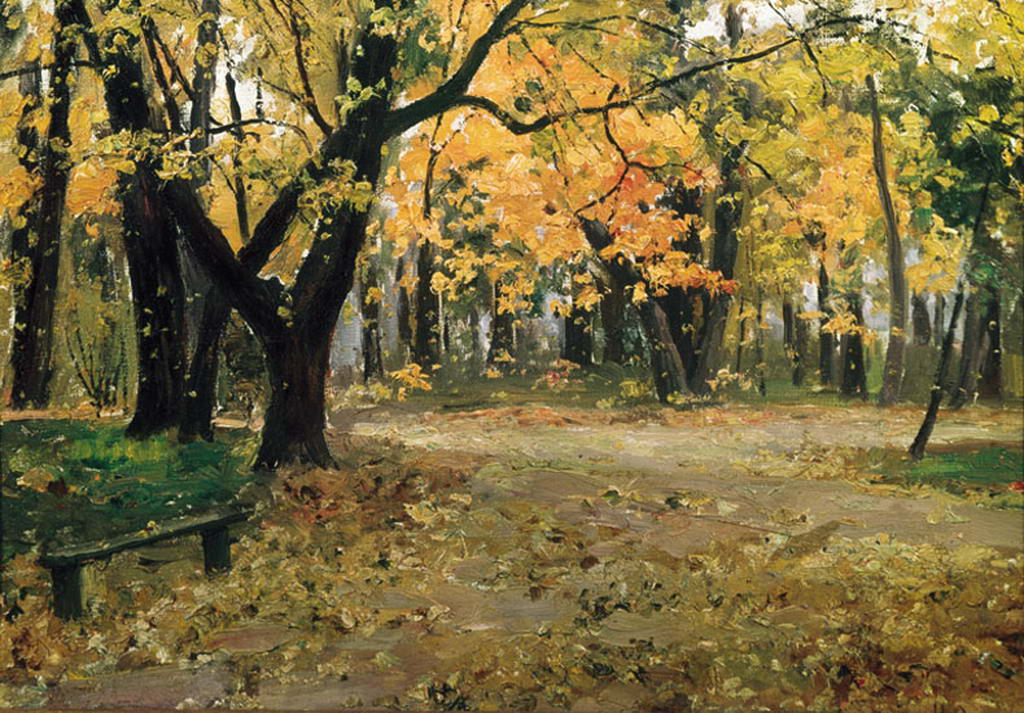
Automne dans le parc d'Abramtsevo (toile, huile,, 1887, musée-réserve d'Abramtsevo)

L'idée du tableau Automne doré remonte à l'année 1885. À cette époque, Ostroukhov passe beaucoup de temps dans le domaine du musée réserve d'Abramtsevo, propriété de Savva Mamontov. Il semble que son sujet de tableau lui soit venu de l'observation des différentes variétés d'arbres présentes dans le parc. C'est là qu'il peint son étude pour le futur tableau en 1885. Quant à la toile elle-même, il y travaille durant l'hiver 1885-1886. La série des paysages d'automne d'Ostroukhov comprend également des œuvres ultérieures comme Automne dans le parc d'Abramtsevo, Soirée (1887-1888) et Fin de l'automne (1888).
Le tableau Automne doré est présenté à la XVe exposition des Ambulants,, qui ouvre ses portes le 25 février 1887 et se déplace à Moscou en avril,. Comme à cette époque Ostroukhov n'est pas encore membre à part entière des Ambulants, son tableau doit passer par une sélection préliminaire. L'artiste lui-même est sceptique quant aux chances de voir son tableau Automne doré retenu pour l'exposition. Il écrit à Viktor Vasnetsov : «…je termine mon tableau avec la quasi-certitude qu'il ne sera pas accepté par les Ambulants et je sais même pourquoi : on dira que cela ressemble plus à une étude qu'à de la peinture. Mais je vais l'emporter à Saint-Pétersbourg et ce qui doit arriver arrivera. ». Toujours est-il que le paysage d'Ostrokhov a été accepté à l'exposition et qu'il a été bien apprécié par les visiteurs, et par la critique qui comptait parmi ses représentants Pavel Kovalevski et Vladimir Stassov notamment.
La même année 1887, la tableau est achetée à son auteur par Pavel Tretiakov,. Selon la critique d'art Sophia Koudriatseva, « pour le jeune peintre c'était doublement important : Tretiakov, et avec lui tous les connaisseurs de l'art russe ont reconnu le véritable talent et la personnalité artistique d'Ostroukhov ».

## Description
Des érables, des tilleuls et des chênes recouverts de leur feuillage d'automne forment le motif du tableau,. À droite, au premier plan, deux arbres rapprochés à travers les branches desquels, « comme à travers une grille dorée », apparaissent les plans plus éloignés du parc. Au sommet des arbres s'étendent des pousses qui commencent seulement à jaunir. Dans la partie gauche du tableau, les traces d'un sentier sont visibles derrière lequel se trouve un groupe d'arbres aux troncs noueux surmontés de hautes tiges droites portant des couronnes de feuilles jaunies. Leurs troncs sombres sont peints de manière concrète, réaliste. Les feuilles d'érable au dessin précis sont soigneusement représentées et donnent au tableau un aspect élégant.

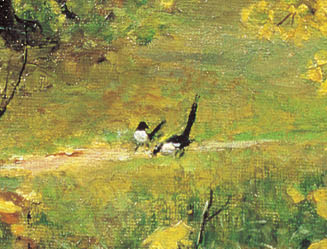
Pies (détail du tableau)

Sur le sentier se sont posées deux pies, dont le plumage noir et blanc se détache sur le fond automnal et donnent un effet spatial. Selon le critique d'art Vitali Manine, les pies représentent un élément domestique qui donne au tableau un caractère plus vivant, plus émotionnel. Initialement, il n'y a avait pas d'oiseau dans le paysage et ils ont été ajoutés à la suggestion du peintre Valentin Serov, ami proche d'Ostroukhov. Il existe même une hypothèse selon laquelle ce serait Serov lui-même qui aurait peint les oiseaux. En témoigne la lettre de Serov à Ostroukhov datée du 18 décembre 1888 dans laquelle Serov, énumérant ses œuvres de la galerie Tretiakov ajouté cette phrase : « non ! il y a encore les pies ». Dans une note à propos de la lettre, il est indiqué : « Il semble que Serov mentionne certains détails dans les tableaux de ses amis peintres qu'il a peints lui-même à leur demande. Parmi ces détails, il y a probablement les deux pies d'Automne doré d'Ostroukhov ».
Pour concentrer l'attention du spectateur sur le feuillage doré qui étincelle, Ostroukhov utilise son expérience impressionniste de fragmentation de la composition, ainsi que sa pratique photographique (« arrêt instantané »). La parure feuillue domine la composition et se transforme en « métaphore des saisons du calendrier » : la chute des feuilles symbolise le mouvement du temps et le passage de la beauté en fleur à l'expiration inéluctable de la fête.
La palette de couleur du tableau est saturée de tons jaunes et orange d'une belle et ardente intensité. Le critique Manine note que « la peinture jaune sur jaune est difficile, mais Ostroukhov nuance finement le jaune de teintes lumineuses ». Dans la partie centrale droite du tableau, la parure feuillue s'embrase de toutes les nuances dorées et pourpres, mais à mesure que le regard s'approche des bords de la toile, les tons s'affaiblissent et deviennent plus froids.
Comme certains autres tableaux d'Ostroukhov, Automne doré appartient au groupe du paysage d'émotion dont les plus célèbres représentants parmi les peintres russes sont Isaac Levitan et Alekseï Savrassov,.

## Études

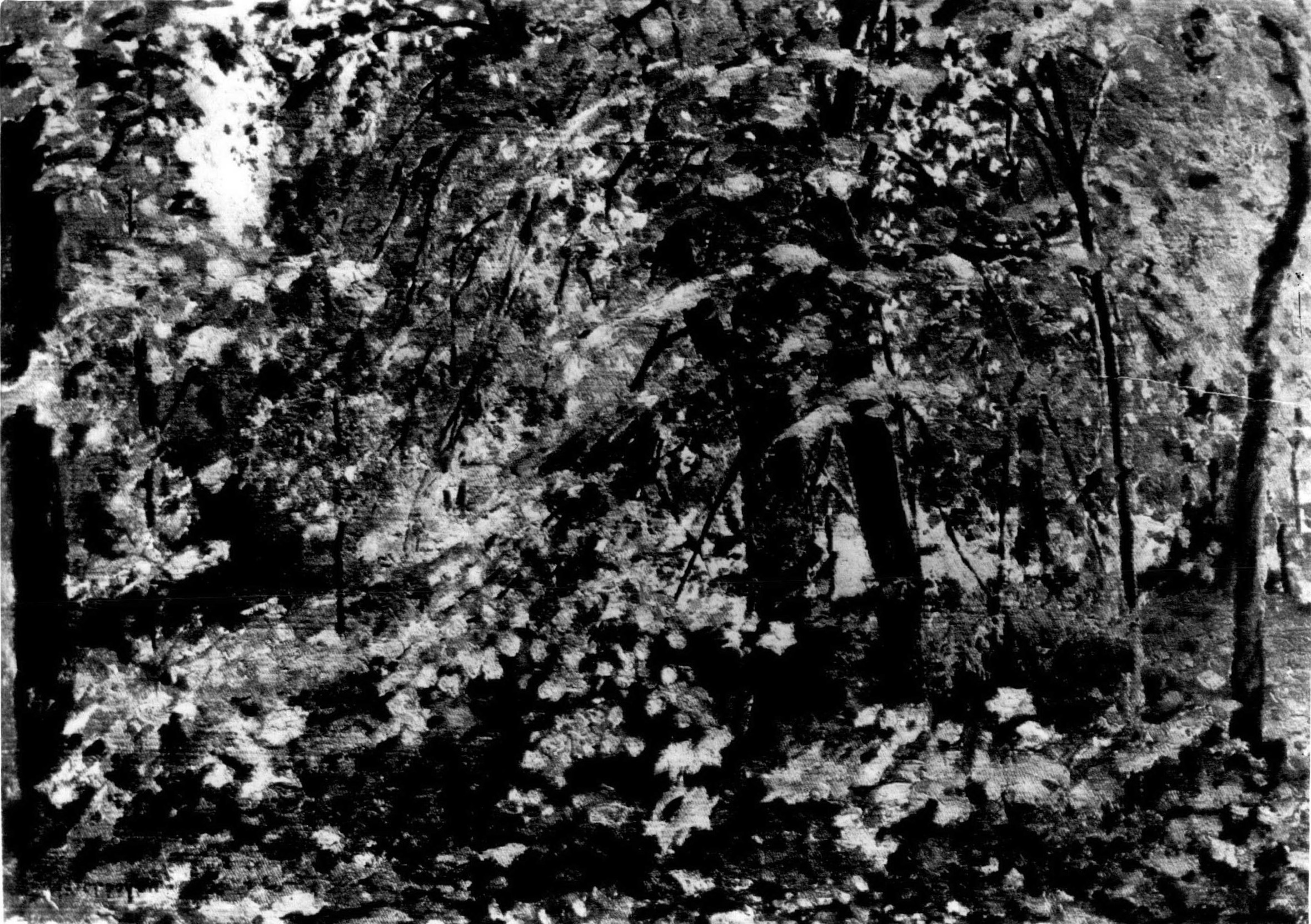
Automne doré (étude, toile, huile,, 1885)

Dans le catalogue de la galerie Tretiakov est mentionnée une étude de 1885 pour le tableau Automne doré sous l'appellation Automne, qui est conservée au musée national des Beaux-Arts de Biélorussie. Il existe des informations dans la littérature plus ancienne sur l'étude Automne doré ou Automne (toile, huile 34 × 47,7 cm, 1885),, à partir de documents rassemblés par Daniil Tcherkes,. L'image représentée dans l'étude correspond à la partie droite et centrale de la toile. Selon Youri Roussakov, « l'étude attire par son immédiateté et sa fraîcheur » ; « tout est ici si proche du spectateur et est transcrit librement sur toute son étendue ».
On rencontre des mentions d'autres études d'Ostroukhov pour Automne doré (toile, huile, 1885), dans la collection Ina Moleva, à Moscou et encore pour Étude de l'automne (toile, huile, 1886) dans les archives d'État de la littérature et de l'art.

## Appréciation et critique
Dans son article Exposition des Ambulants publié dans le numéro du 1er mars 1887 du Journal des Nouvelles et de la Bourse, le critique Vladimir Stassov donne son avis sur plusieurs paysages présentés à l'exposition. Il écrit notamment « les exposants Konstantin Pervoukhine et Ostroukhov ont présenté de charmantes études : Automne doré et Automne sur la fin ».

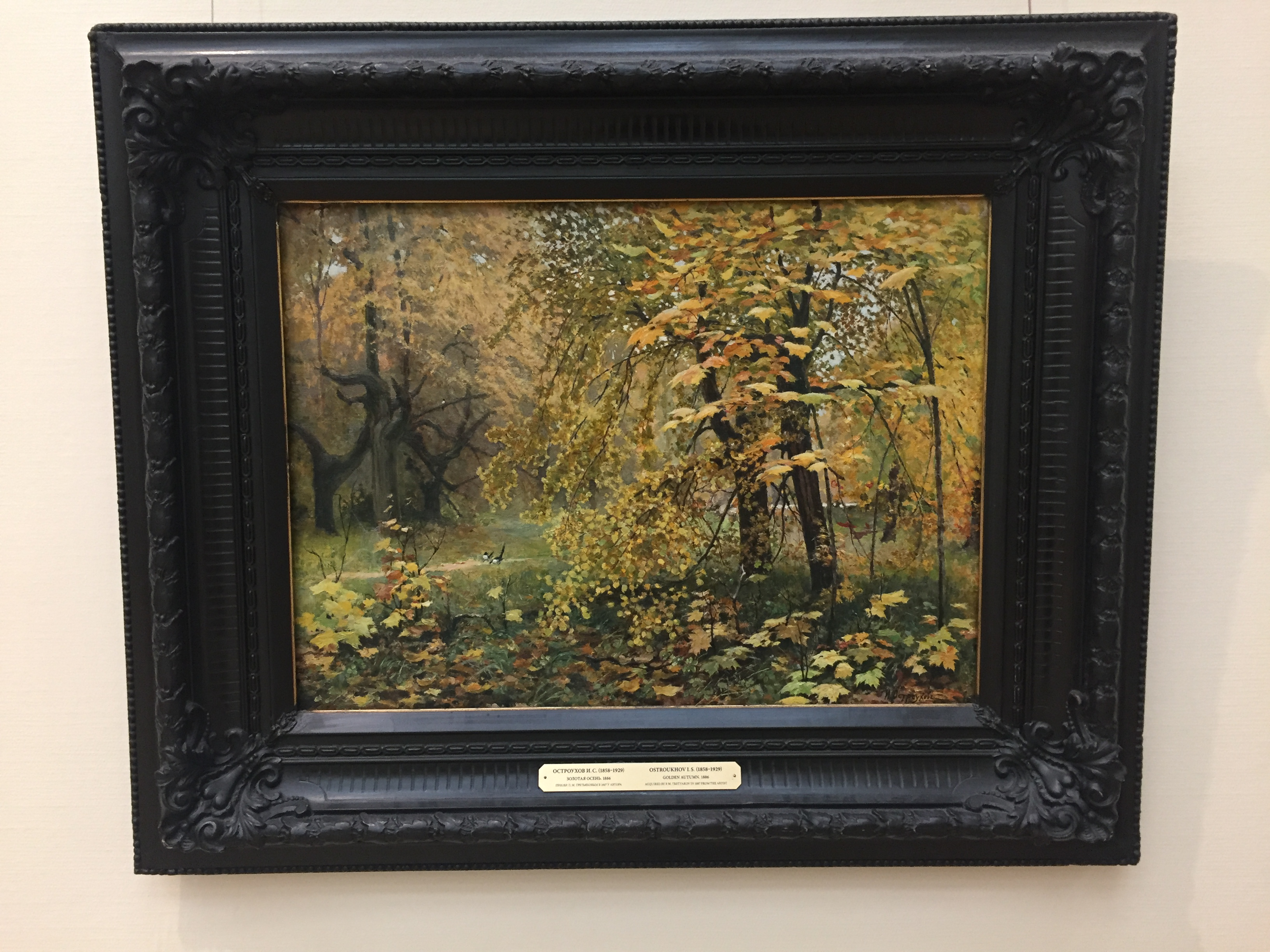
Le tableau Automne doré à La Galerie Tretiakov

Dans une étude publiée en avril 1887 dans la revue La Pensée russe, l'écrivain Pavel Kovalevski, discutant de l'importance du bon choix des couleurs de la toile écrit: « Comme est splendide à cet égard Automne doré d'Ostroukhov ! L'or des feuilles d'érable est vraiment de l'or, et tout le motif d'or de l'étude flambe dans les couleurs d'automne du petit bois ».
Dans son ouvrage Histoire de la peinture russe au XIXe siècle, dont la première édition est publié en 1902, le peintre et critique d'art Alexandre Benois écrit : « En 1887, c'est la première fois qu'Ostroukhov a sérieusement attiré l'attention sur lui avec ses magnifiques tableaux Automne doré et Printemps, qui sont les plus proches devanciers de l'esprit et de l'époque d'Isaac Levitan ».
Selon la critique d'art Faïna Maltseva, la toile Automne doré réalisée en 1886 a démontré « le succès en peinture et surtout l'indépendance du jeune paysagiste ». Selon Maltseva, on trouve au cœur de la peinture d'Ostroukhov « beaucoup d'observation attentive de la nature ». L'artiste réussit à transmettre « une impression de lumière et d'air, au milieu de cet espace rempli de couronnes de feuilles d'érables, jaunies par l'automne ». Toutefois, Maltseva remarque une certaine fragmentation, qui nuit à l'unité de l'image artistique ».
Le critique d'art Youri Roussakov considère la toile Automne doré comme l'une des œuvres d'Ostroukhov les plus importantes des années 1880. Pour Roussakov, le paysage représente une image globale de la forêt d'automne qui « réchauffe par le sentiment chaleureux exprimé par l'artiste », et « dans l'herbe verte et les arbres dorés on sent passer un souffle de vie ».
Selon le critique d'art Vitali Manine, les peintures d'Ostroukhov telles que Automne doré et Premiers tons verts du printemps, « parlent de la sensibilité de l'artiste au souffle de la nature ». Manine remarque le sentiment de spontanéité du tableau qui provient du fait que la perception fixée en instantané sur la toile semble le résultat du hasard. Il souligne également le caractère décoratif du tableau obtenu grâce à une couleur intense, qui est renforcée par la description fidèle et une approche purement naturelle du sujet.